# Escut de Bétera
L'escut de Bétera és un símbol representatiu que utilitza l'ajuntament de Bétera, municipi del País Valencià, a la comarca del Camp de Túria. Té el següent blasonament:
| « | L'escut de Bétera adopta la forma de l'espanyol [en realitat quadrilong apuntat o francés modern], quarterat en creu. El quarter superior —a l'esquerra del lector— representa les barres d'Aragó [en realitat, pals] (..) El quarter superior dret (..) Mostra dos torres de plata [argent] sobre fons roig heràldic [gules] i dos bous d'or sobre blau [atzur] (..). Al quarter inferior de l'esquerra, a la part superior, es veuen dos troncs d'arbre al natural —rabasses— arrancats, que mostren les arrels i tres peres. Són els símbols dels Rabassa de Perellós. També les peres corresponen amb els cognoms Perellós, Perales, etc. Els troncs són de color natural sobre fons d'or i les peres, situades 1 i 2, són daurades i sobre fons blau. A la part inferior d'aquest quarter està el castell de Bétera, en colors reals. Al quarter inferior de la dreta, hi ha tres petxines de peregrí en or sobre fons blau, (..) A l'espai lliure que deixen els dos quarters inferiors [entat en punta i abaixat], es troba una alfàbega, típica planta de Bétera. Damunt dels quatre quarters, la corona reial aragonesa. Tot es troba superposat damunt de la Creu de Calatrava. | » |

## Interpretació
Els pals d'Aragó són en al·lusió a la conquesta i fundació del Regne de València pel rei Jaume I.
Les torres i els bous del segon quarter és l'emblema dels primers senyors de Bétera, els Boïl. Les torres representen les conquestes de Pedro de Aznares al castell de Boïl, a les muntanyes d'Osca, mentre que els bous són la divisa que prengueren arran la conquesta de Terol, on els musulmans empraren aquests animals per a tractar de guanyar els cristians.
Els troncs arrancats (rabasses) i les peres, són els símbols dels Rabassa de Perellós. També hi apareix el Castell de Bétera, o dels Boïl, castell defensiu d'origen islàmic que protegia les alqueries musulmanes que poblaven els seus voltants. Les petxines de peregrí és l'escut d'armes de la família Dasí.
L'alfàbega, recorda la festa patronal de la Verge de l'Assumpció, on s'hi fa una ofrena d'aquestes plantes. Damunt de l'escut està la corona reial aragonesa. Darrere de l'escut, la Creu de Calatrava en record de la donació al comanador d'Alcanyís, de l'Orde de Calatrava, dels castells i alqueries de Bétera i Bofilla.
L'escut que utilitza l'Ajuntament porta una corona amb només tres florons, en comptes de la Corona Reial oberta valenciana (o aragonesa), que té cinc florons. A més, porta una creu de Calatrava d'argent (blanca), en lloc de ser de gules (roja, per a creus de Calatrava posteriors al segle XV) o de sable (negra, per a creus anteriors).

## Història

Escut oficial de Bétera, però que l'Ajuntament no ha fet servir mai.

El ple de l'Ajuntament va presentar un projecte d'escut municipal per a la seua oficialització al Ministeri de la Governació. La Reial Acadèmia de la Història va aprovar un informe favorable el 28 d'octubre de 1955, signat per Vicente Castañeda, però on apareixia un escut diferent a l'escut actual. Finalment el Consell de Ministres va aprovar l'escut en la forma expuesta por la Real Academia [sic] per Decret de 25 de novembre de 1955, publicat al BOE núm. 340 de 6 de desembre de 1955.
Així doncs, Bétera té un escut, oficial des de 1955, diferent al que utilitza institucionalment, amb el següent blasonament:
| « | L'escut municipal de Bétera pot organitzar-se sobre camper truncat i partit, esmaltat la part superior amb els pals d'Aragó, en al·lusió directa a la conquesta realitzada per Jaume I; l'espai inferior partit, el primer quarterat de Boïl: 1 i 4 en camper de gules, una torre d'argent; 2 i 3, en camper d'atzur un bou d'or. El camper de l'esquerra, quarterat de Rabasa de Perellós: 1 i 4, d'or, un tronc d'arbre al natural arrancat, mostrant els arrels; 2 i 3, en camper d'atzur, tres peres d'or ordenades una i dos. Acoblada la creu de Calatrava i el tot somat per la corona reial aragonesa. | » |